# 秋林洋行道里分行
秋林洋行道里分行位于黑龙江省哈尔滨市道里区中央大街191号（与西头道街交界处），2013年被列为第七批全国重点文物保护单位。。
秋林洋行道里分行由俄国犹太商人伊·雅·秋林开办。建于1910年，文艺复兴建筑风格。仿块石砌筑，轮廓优美，装饰精美。1916年秋林洋行买下中央大街107号（与西六道街交汇处）的萨姆索诺维奇商会，迁到那里。1949年以后，中央大街191号曾改为江沿小学。目前出租为商铺、餐厅。